# A-skatt
A-skatt kallas i Sverige den inkomstskatt som löntagare betalar och som dras direkt från lönen av arbetsgivaren. Även näringsidkare som antingen inte får, eller inte vill, ha F-skatt samt pensionärer betalar A-skatt. Det är även möjligt för juridiska personer att ha A-skatt. För de personer med inkomster där det inte finns någon som kan göra automatiska avdrag finns en debiterad A-skatt, som inbetalas av personen själv, en så kallad särskild A-skatt. För en löntagare beskrivs A-skatten oftast som "preliminär skatt" på lönebeskedet. Detta eftersom den slutgiltiga skatten räknas ut på deklarationen vid slutet av taxeringskalendern.
A-skatt var tidigare även ett äldre namn på viss bolagsskatt.